# گزستان (کوهرنگ)
گزستان روستایی است در شهرستان کوهرنگ، بخش بازفت، استان چهارمحال و بختیاری.